# Visualisierung (Meditation)
Meditative Visualisierung ist eine Übung, in der bestimmte Vorstellungsbilder konzentrativ und imaginativ hervorgerufen werden.

## Medizin
Als Element der Psychotherapie werden im Autogenen Training Farben, Formen (brennende Kerze, Rose, Dreiecke, Rechtecke) und Landschaften visualisiert. Sie wird auch zur Krebstherapie nach Carl Simonton angewendet.

## Leistungssport
Geistige Projektionen werden von Spitzensportlern angewandt, um Bewegungsabläufe zu optimieren und höchstmögliche Leistungen zu erzielen.

## Magie und Esoterik
Verschiedene Visualisierungstechniken finden sich im Bereich der Esoterik. In der westlichen Magie ist die Visualisierung von grundlegenden, geometrischen und/oder farbigen Formen wie von Dreiecken, Fünfsternen und Gegenständen ein wichtiges Praxiselement.

## Buddhismus
Visualisierung als „geistige Projektion“ von verschiedenen Buddhas oder Mandalas ist insbesondere im tantrischen Buddhismus (Vajrayana, Hevajra) eine grundlegende Meditationsübung. Dort werden verschiedene Buddha-Formen (tib. Yidam) und Mandalas, die teilweise äußerst detailliert mit vielen Attributen dargestellt werden (Damtsigpa), von den Praktizierenden während der Meditation geistig-optisch projiziert bis zur Selbstidentifikation. Unterstützend werden während solcher Praktiken Mantras rezitiert. Die Konzentrationsfähigkeit des Übenden wird gefördert und die Identifikation des Geistes mit der Vorstellung eines eigenständig existierenden unabhängigen Ichs und eines eigenen unabhängig von anderen Phänomenen existierenden Körpers soll gelockert werden.
Ziel solcher Übungen ist die Auflösung der Ich-Vorstellung, die nach buddhistischer Lehre Ursache allen Leidens ist und die Überwindung der den unerleuchteten Wesen eigenen, unnatürlichen Aufspaltung der Phänomene der Welt in Subjekt und Objekt sowie die Überwindung von Leidenschaften.

## Daoismus
Im Daoismus gibt es unterschiedliche daoistische Meditationstechniken, die häufig mit Visualisierungen verbunden sind. Besonders der Shangqing-Daoismus legt auf Visualisierungen großen Wert.